# Schlosshotel Orth
 Schlosshotel Orth è una serie televisiva austro-tedesca prodotta dal 1996 al 2006 dalla Satel Film. Tra gli interpreti principali, figurano Klaus Wildbolz, Nicole R. Beutler, Andrea Lamatsch, Mischa Fernbach, Hans Kraemmer, Lotte Ledl, Heinz Trixner, Andreas Ban, Johanna Hohnloch, ecc.
La serie consta di 9 stagioni, per un totale di 144 (146) episodi.

## Trama
La serie è ambientata nello Schloss Ort, castello della località austriaca di Gmunden, nel Salzkammergut, trasformato in hotel. L'albergo è diretto da Wenzel Hofer: Hofer è sposato con Christine, il medico del posto, che muore cadendo in un burrone, e ha tre figli adulti, Fanny, sposata con Vinzenz Strobel, Sissy, Nico e Franzl. Wenzel Hofer morirà in seguito d'infarto nel tentativo di salvare la nipote dall'annegamento e sostituito da Felix Hofstätter.

## Produzione e backstage

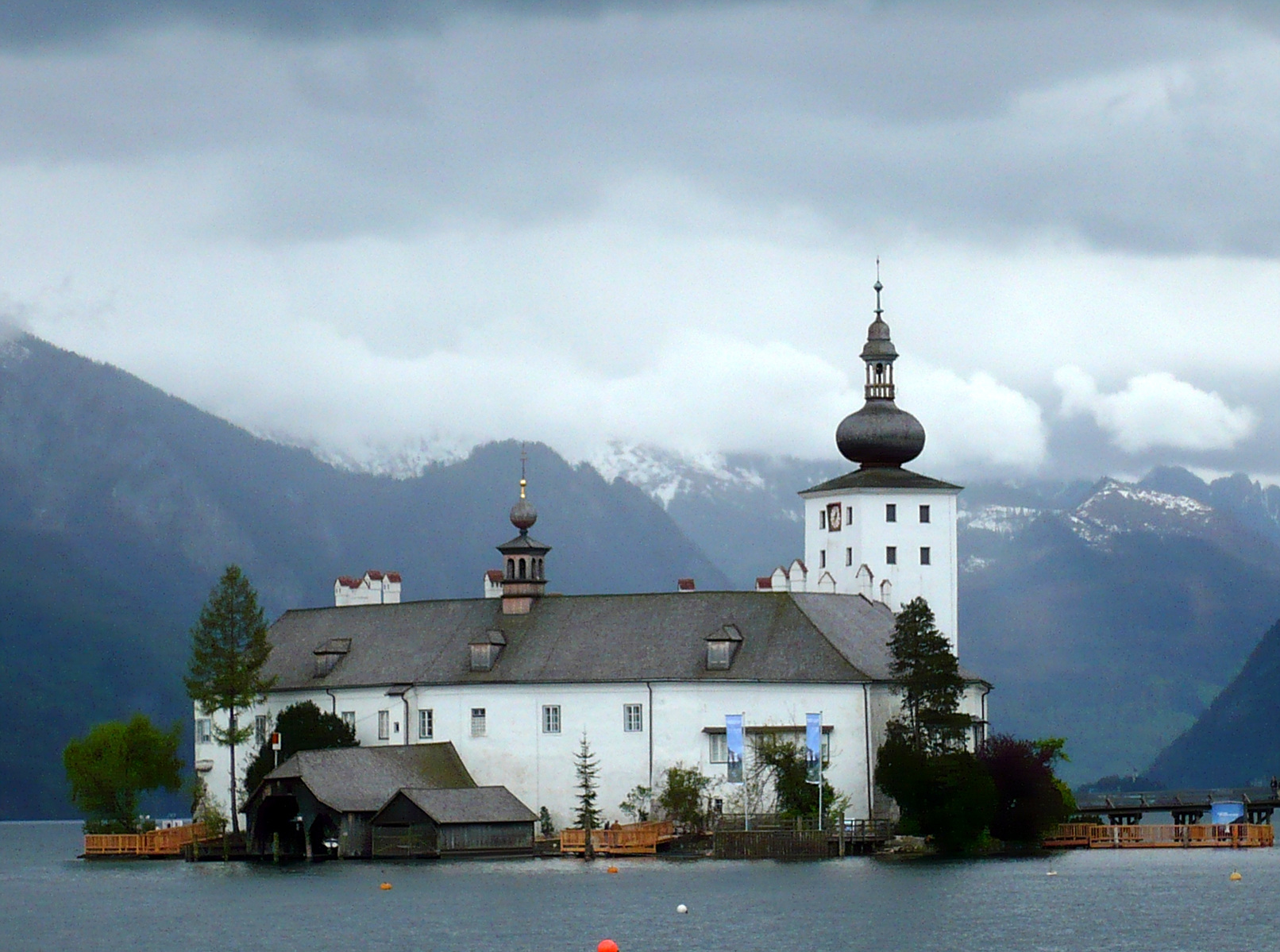
Lo Schloss Ort di Gmunden, principale location della fiction
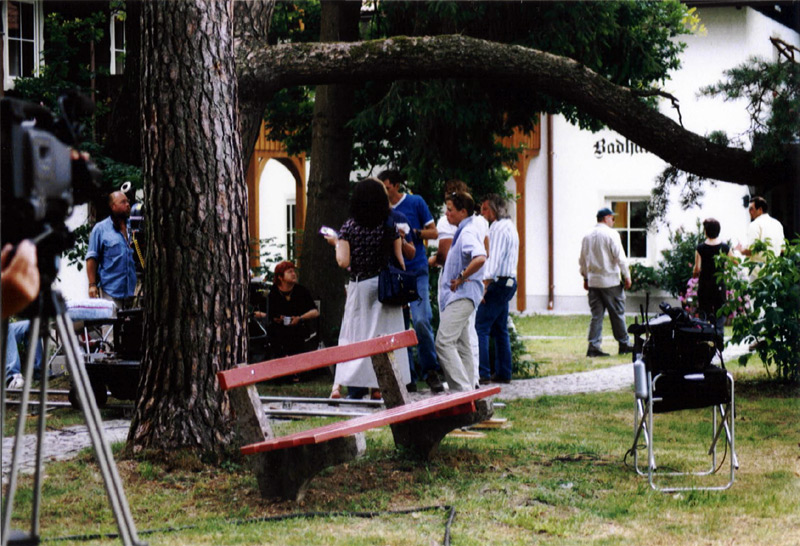
Una fase delle riprese a Moorbad Gmös

## Distribuzione
La serie fu trasmessa in prima visione dall'emittente televisiva ZDF Il primo episodio (in due parti), intitolato Tag der Entscheidung, fu trasmesso in prima visione il 29 novembre 1996; l'ultimo, intitolato Kein Weg zurück, fu trasmesso per la prima volta l'11 febbraio 2006.

## Episodi
| Stagione         | Puntate | Prima TV Germania | Prima TV Italia |
| ---------------- | ------- | ----------------- | --------------- |
| Prima stagione   | 12 (13) | 1996-1997         | inedita         |
| Seconda stagione | 14 (15) | 1997-1998         | inedita         |
| Terza stagione   | 13      | 1998-1999         | inedita         |
| Quarta stagione  | 20      | 1999-2000         | inedita         |
| Quinta stagione  | 20      | 2001              | inedita         |
| Sesta stagione   | 20      | 2002              | inedita         |
| Settima stagione | 15      | 2003              | inedita         |
| Ottava stagione  | 15      | 2004              | inedita         |
| Nona stagione    | 15      | 2005-2006         | inedita         |